# Beamer
Pour les articles homonymes, voir Vidéoprojecteur et BEAmer.
Beamer est une classe LaTeX adaptée à la création de présentations. Elle peut être utilisée avec pdflatex, dvips, LyX, TeXShop. Le nom provient de l'allemand Beamer, faux anglicisme pour vidéoprojecteur.

## Description
La classe Beamer n'est pas la première classe LaTeX pour créer des présentations, et comme nombre de ses prédécesseurs, elle possède une syntaxe spéciale pour définir les pages (« transparents », « diapositives »), appelées frames. Ces diapositives peuvent être utilisées en pleine page avec un afficheur de PDF (pdfviewer), tel que Acrobat Reader ou encore Ghostscript. Comme dans une présentation OpenOffice.org, il y a la possibilité de faire apparaître un par un les éléments.
Beamer peut également construire un PDF regroupant les diapositives afin de permettre à l'orateur d'avoir un mémo.
Beamer gère un système de thèmes, qui permettent de donner à sa présentation une apparence soignée et agréable.